# ハードコア・メカ
『ハードコア・メカ』（HARDCORE MECHA）は、RocketPunch Gamesが開発し、アークシステムワークスより発売された2Dアクションゲーム。2019年6月27日よりPlayStation 4、Steamにてダウンロード専用販売開始。2020年10月15日にはNintendo Switch版が発売された。

## 概要
中国のインディーズゲームレーベルであるRocketPunch Games（ロケットパンチゲームス）が開発した2D横スクロールアクションゲーム。代表のLouiky Muを初めとするスタッフが、日本の「スーパーロボット大戦シリーズ」に感銘を受け、そこに出てくるようなロボットを、デモムービーで終わらせずに自在に動かせたら、という発想から開発が計画された。
開発資金はKickstarterでカンパを募る形で調達し、高額の寄付者に対しては、ストーリーモードの主人公が搭乗するロボット「サンダーボルト」のフル可動フィギュアが贈られるなどのキャンペーンが実施された。
ゲームモードは1人用のストーリーモードと、2人から4人でのオンライン対戦モードが用意されている。2020年1月のアップデートでストーリーモードクリア後のおまけモードとして、サバイバルシミュレーションモードが追加された。
PS4版はアークシステムワークスとRocketPunch Gamesとの契約期間終了に伴い、アークシステムワークス販売版は2020年7月30日に配信終了し、2020年8月1日にはRocketPunch Games販売版として配信された。DLCは別扱いとなる。

## ストーリーモード

### あらすじ
舞台は「メカ（MECHA）」と呼ばれる人型ロボット兵器が戦場の覇権を握った時代。
地球で勃発した内戦の集結から30年後。ネオ国際連合の統治により人類はようやく統一を成し遂げ、繁栄と平和の時代が訪れた。さらに、地球と火星がワームホールによって結ばれ、火星に植民地が開拓されたことで、地球の資源不足を解決することが期待された。
しかし、戦後の特需は火星に対して多大な重圧となり、急成長した火星圏では次第に失業者や過激派といった反社会的勢力が急増し、地球に対する反乱の兆しを見せつつあった。
ネオ国連は、直轄の軍事組織「U.N.F」を火星に派遣するが時すでに遅く、テロリスト「スティールドーン」が決起していた。さらに、火星の反乱分子の調査を行っていたU.N.Fの情報士官、コードネーム「A」ことアイラタニヤ・キルナが彼らによって拉致されてしまう。
この事態に際して、U.N.Fは民間軍事会社「ハードコア・ディフェンス社」と契約を結び、「A」の救出とスティールドーンの調査を依頼する。同社のエースパイロットであるタレサー・オコーネルは、試験運用中の最新鋭機「サンダーボルト」と共に火星に降り立つ。

## 登場人物

### ハードコア・ディフェンス社
タレサー・オコーネル(Tarethur O'Connell)
声 - 片野浩次
エドガー・フォイエルバッハ(Edgar Feuerbach)
声 - 三浦浩一
モリス・ヤシール(Morris Yaser)
声 - いとう緑茶
ナンシー・W・セヴィリヤン(Nancy Winnie Sevilen)
声 - 鳥羽優好
ムーロン・キン(Murong Qin)
声 - 伊藤さつき
ショー・フィー(Shaw Faye)
声 - 尚

### 国際連合武装軍
アイラタニヤ・キルナ(Aylatanya Kiruna)
声 - 藤東知夏
リヒター・ホフマン(Richter Hoffmann)
リチャード・ショ(Richard Xu)

### スティールドーン
ヴォルフェス・ボナパルト(Vulphaes Bonparte)
声 - 西原翔吾
ゼクサ・ノーマッド(Xerxas Nomad)
声 - 伊藤栄次
ホァン・イーモン(Huang Yimeng)
声 - 平本雄
ルード・ヴァン(Ludde Van)
声 - いとう緑茶
エリザベス・ハクフォート(Elisabeth Hakvoort)
声 - 尚
トリスタン・アレキサンダー・クルーザン(Tristan Alexander Cruzan)
声 - 北村直也

## 登場メカ
本項ではマルチプレイヤーモード、サバイバルシミュレーションモードで使用可能な機体を挙げる。機体名の前についている記号は以下の通り。
○：サバイバルシミュレーションモード専用機体
●：マルチプレイヤーモード専用機体
△：DLC購入で使用可能なマルチプレイヤーモード専用機体
□：通常はサバイバルシミュレーションモードでしか使用できないが、Kickstarterのバッカー（投資者）に送られる専用コードを入力する事でマルチプレイヤーモードでも使用可能な機体
■：Kickstarterのバッカー（投資者）に送られる専用コードを入力する事で使用可能になるマルチプレイヤーモード専用機体
サンダーボルト系列
- ○サンダーボルト（開発途上型）
- サンダーボルトS
- ○サンダーボルト：ハイマニューバ
- ○サンダーボルト：CQC
- ○サンダーボルト：ヘビーアームド
- ■サンダーボルト：訓練用カスタム
- △サンダーボルト OTOME

ヴィンディケーター系列
- ○ヴィンディケーター：サイバーゴースト
- ○ヴィンディケーター：コマンダー
- ○ヴィンディケーター：ガーディアン
- ■ヴィンディケーター：カスタム
- □アーラシュ
- □バッカニア

シェパード系列
- ○シェパード：ベーシック
- シェパード：サポートカスタム
- □ヘビーアサルトエンジニア
- △シェパード：イェーガー

ラウンドハンマー系列
- ○ラウンドハンマー：ユニバーサル
- ラウンドハンマー：シージキャノン
- △ラウンドハンマー：パーティクルキャノン

ガイヤー系列
- ○ガイヤー：テストフライト
- ガイヤー：エヴォルヴ
- ■ガイヤー：カスタム
- □ガイヤー：IDS

オーバーロード1000系列
- ○オーバーロード1000：イリーガル
- ○オーバーロード1000：チーフテン
- ○オーバーロード1000：アーティラリー
- ■オーバーロード1000：カスタム

デストロイヤー系列
- ○デストロイヤー：イリーガル
- ○デストロイヤー：チーフテン
- ○デストロイヤー：アーティラリー

ゴーレム系列
- ○ゴーレム
- ○ゴーレム：コマンダー
- ○ゴーレム：エアボーン
- □ゴーレム：ワールウィンド
- △グレーム

ハルバード系列
- ○ハルバード：イリーガル
- ○ハルバード：アサルトマニューバ
- ●ハルバード：FCS
- □クレナイエッジ

ネル系列
- ○ネル：イリーガル
- ○ネル：キャプテン
- ○ネル：ディフェンダー
- ○ネル：アーティラリー
- ■ネル：カスタム
- ●ネルA3

タイフーン系列
- ○タイフーン：イリーガル
- タイフーン
- ○タイフーン：ヘビーアームド
- ■タイフーン：カスタム

バイキング系列
- ○バイキング
- ○バイキング：ロードローラー
- ○イヴァン

その他未分類
- クリムゾンフレイム
- ●シーカーIII
- ●ヴァイパリド
- ●ドラグーン / サーベル
- ●C.R.U.S.H.

コラボレーション機体（アークシステムワークス版では使用不可）
『天元突破グレンラガン』より
- △ラガン
- △グレンラガン

## 主題歌
Dash & Strike
作詞：INSPION Sound Team、作曲：黒沢ダイスケ、歌：影山ヒロノブ